# Fougax-et-Barrineuf

Fougax-et-Barrineuf este o comună în departamentul Ariège din sudul Franței. În 1 ianuarie 2022 avea o populație de 430 de locuitori.